# Jerez de los Caballeros
Jerez de los Caballeros (extremadurai nyelven Xerés delos Cavallerus) település Spanyolországban, Badajoz tartományban.  Lakosainak száma 9112 fő (2024).
A neves konkvisztádor, Vasco Núñez de Balboa szülőhelye.

## Fekvése
Zafra városától délnyugatra található. 

### Közeli települések
Jerez de los Caballeros Higuera la Real, Encinasola, Oliva de la Frontera, Zahínos, Higuera de Vargas, Barcarrota, Salvaleón, Salvatierra de los Barros, Burguillos del Cerro és Fregenal de la Sierra községekkel határos..

## Története
A települést 1229-ben a templomosok szabadították fel, erre emlékeztet a nevében a Caballeros szó is.
Amikor a tempolomos rendet feloszlatták, a lovagok kemény ellenállást tanúsítottak IV. Ferdinánd csapataival szemben. 1312-ben a bebörtönzött lovagok közül néhányat lefejeztettek. Ennek emlékét őrzi a Véres torony (Torre Sangrienta) a település délkeleti peremén. 

## Képgaléria

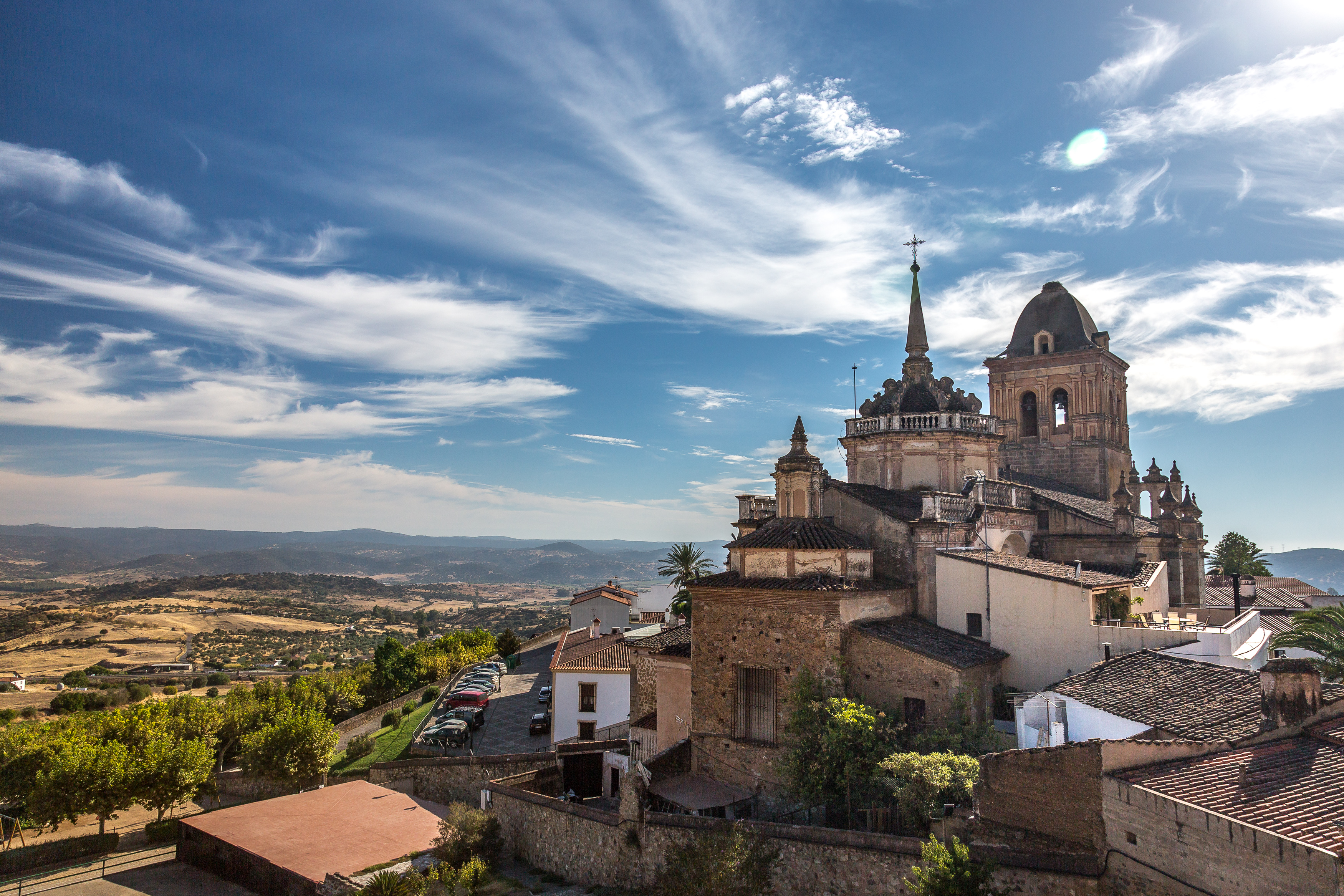
Iglesia de Santa María de la Encarnación
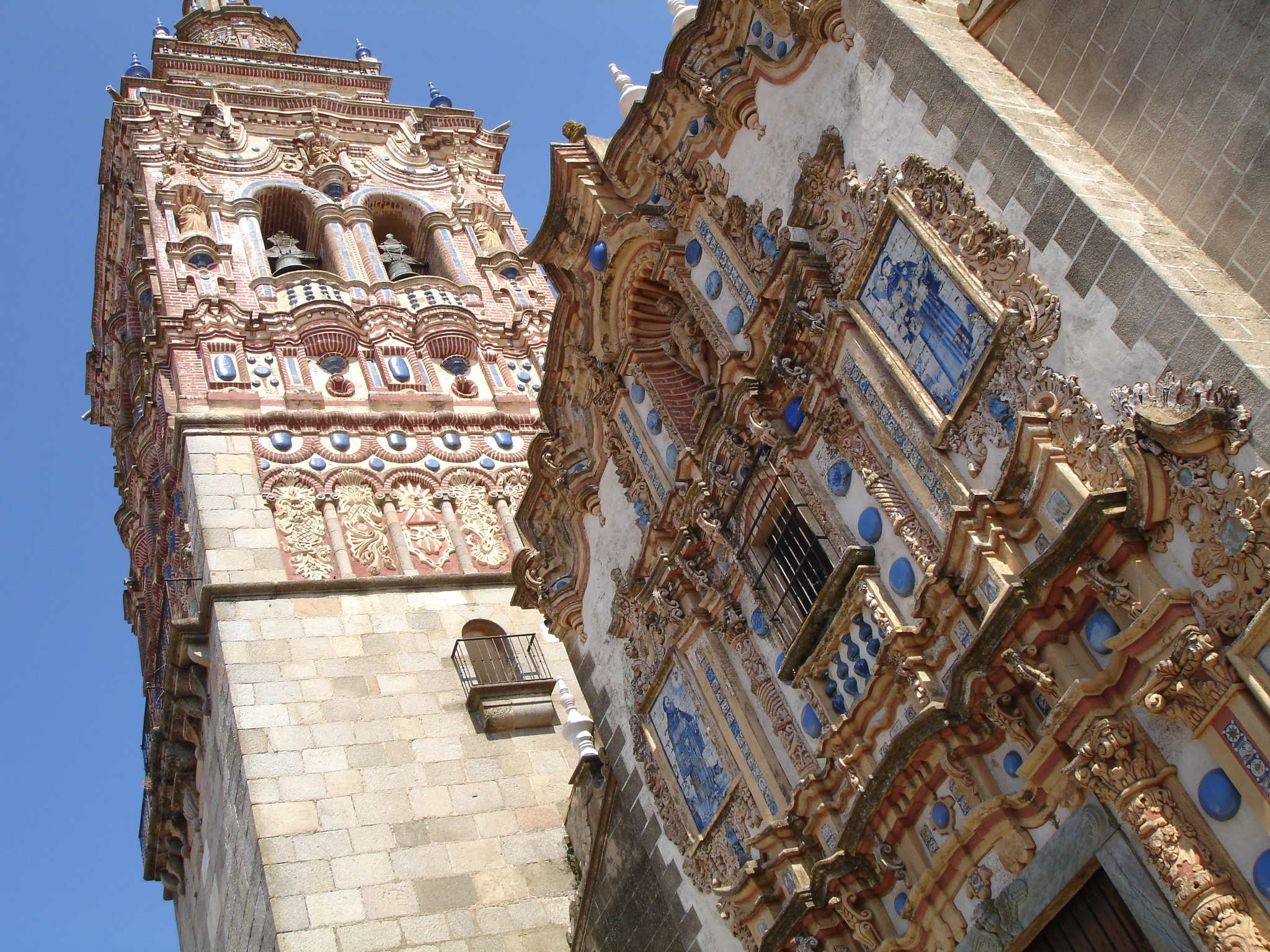
Iglesia de San Bartolomé
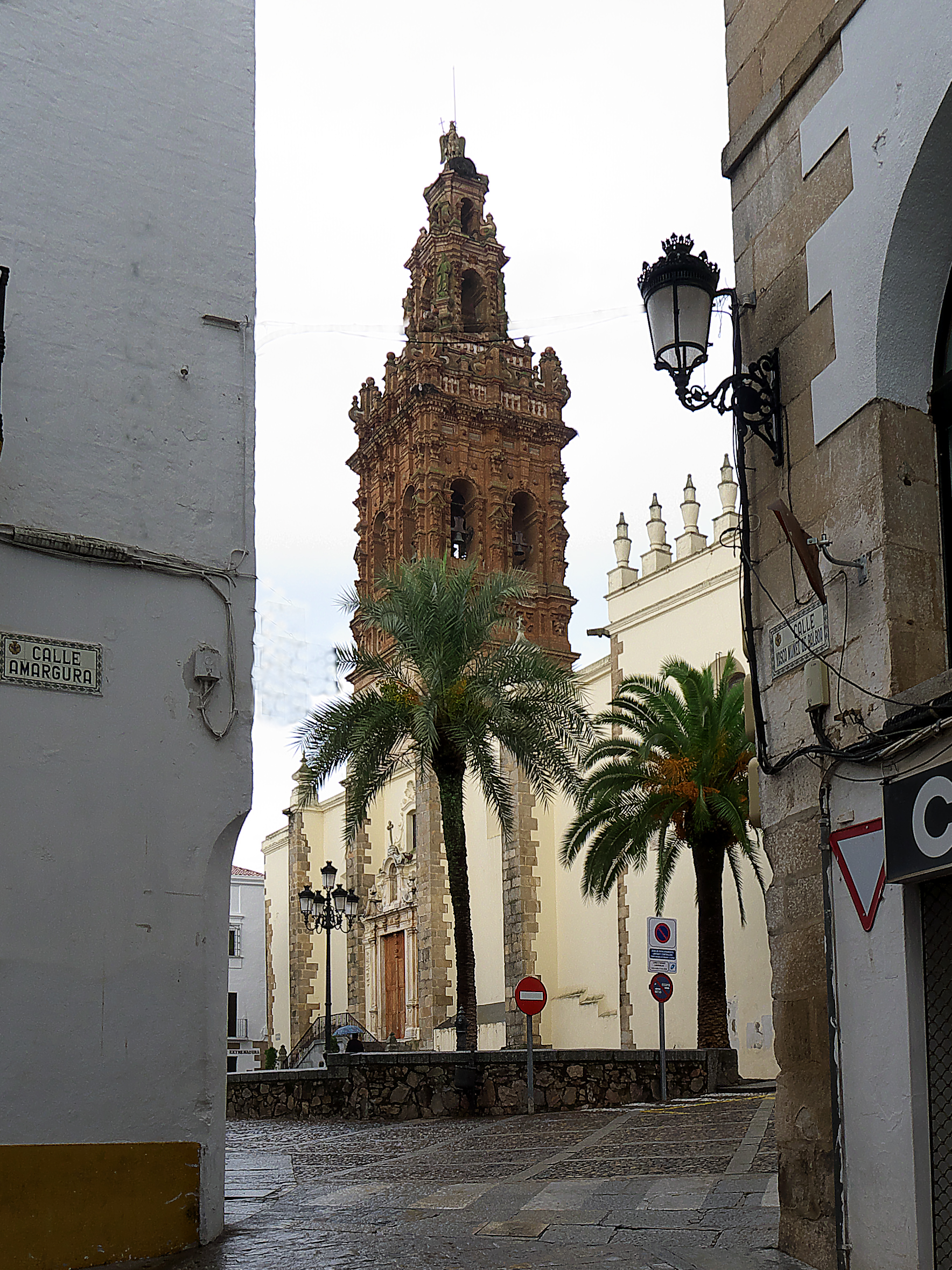
Iglesia de San Miguel Arcángel
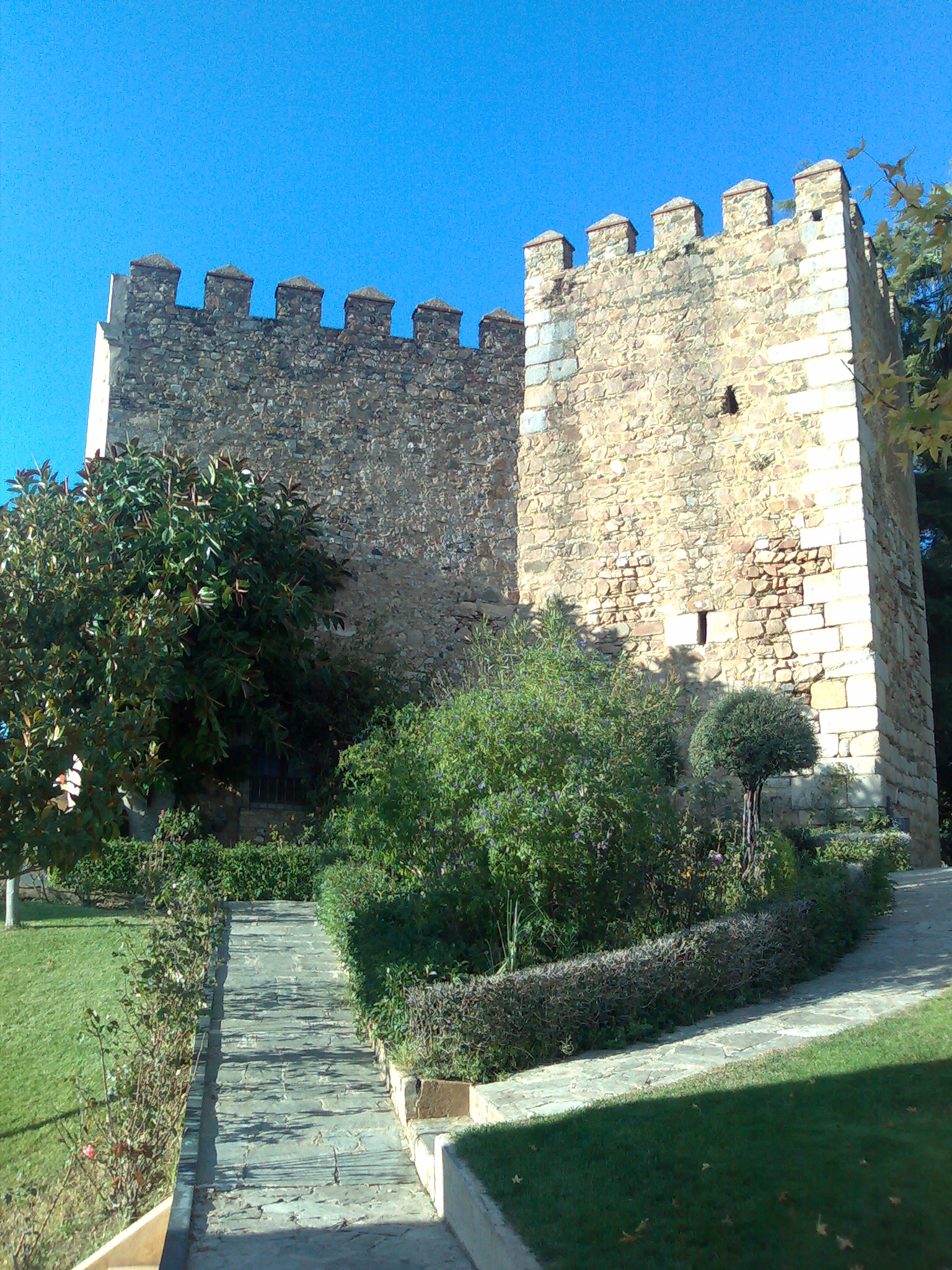
A vár látképe

## Nevezetességei
A település központját három templom uralja:
- Szűz Mária-templom (Iglesia de Santa María de la Encarnación) (Extremadura egyik legősibb temploma. A nyugati gótok építtették. 559-ben (!) szentelték fel. A helyén álló gótikus templom a 17. században épült.)
- Szent Bertalan-templom (Iglesia de San Bartolomé) (16. század)
- Szent Mihály-templom (Iglesia de San Miguel) (barokk; befejezésének éve 1749)

Az egykori várból (Alcazar) mára kertet alakítottak ki. 

## Híres személyek
- Itt született Vasco Núñez de Balboa konkvisztádor, a Csendes-óceán felfedezője.

## Népesség
A település népessége az utóbbi években az alábbiak szerint változott:
| Lakosok száma | 9647 | 9723 | 9778 | 10 237 | 9918 | 9623 | 9531 | 9303 | 9171 | 9112 |
|               | 2001 | 2004 | 2006 | 2009   | 2011 | 2014 | 2016 | 2019 | 2021 | 2024 |